# رمی دی گرگوریو
رمی دی گرگوریو (فرانسوی: Rémy Di Gregorio‎؛ زادهٔ ۳۱ ژوئیهٔ ۱۹۸۵) دوچرخه‌سوار اهل فرانسه است.
از باشگاه‌هایی که در آن رکاب زده‌است می‌توان به دلکو–مارسی پوونس کی‌تی‌ام، تیم دوچرخه‌سواری اف‌دی‌جی، تیم آستانه، تیم دوچرخه‌سواری کوفیدیس، و دلکو–مارسی پوونس کی‌تی‌ام اشاره کرد.